# تتا دوشیزه
تتا دوشیزه یک ستاره است که در صورت فلکی دوشیزه قرار دارد.